# Liste der Kreisstraßen in Osnabrück

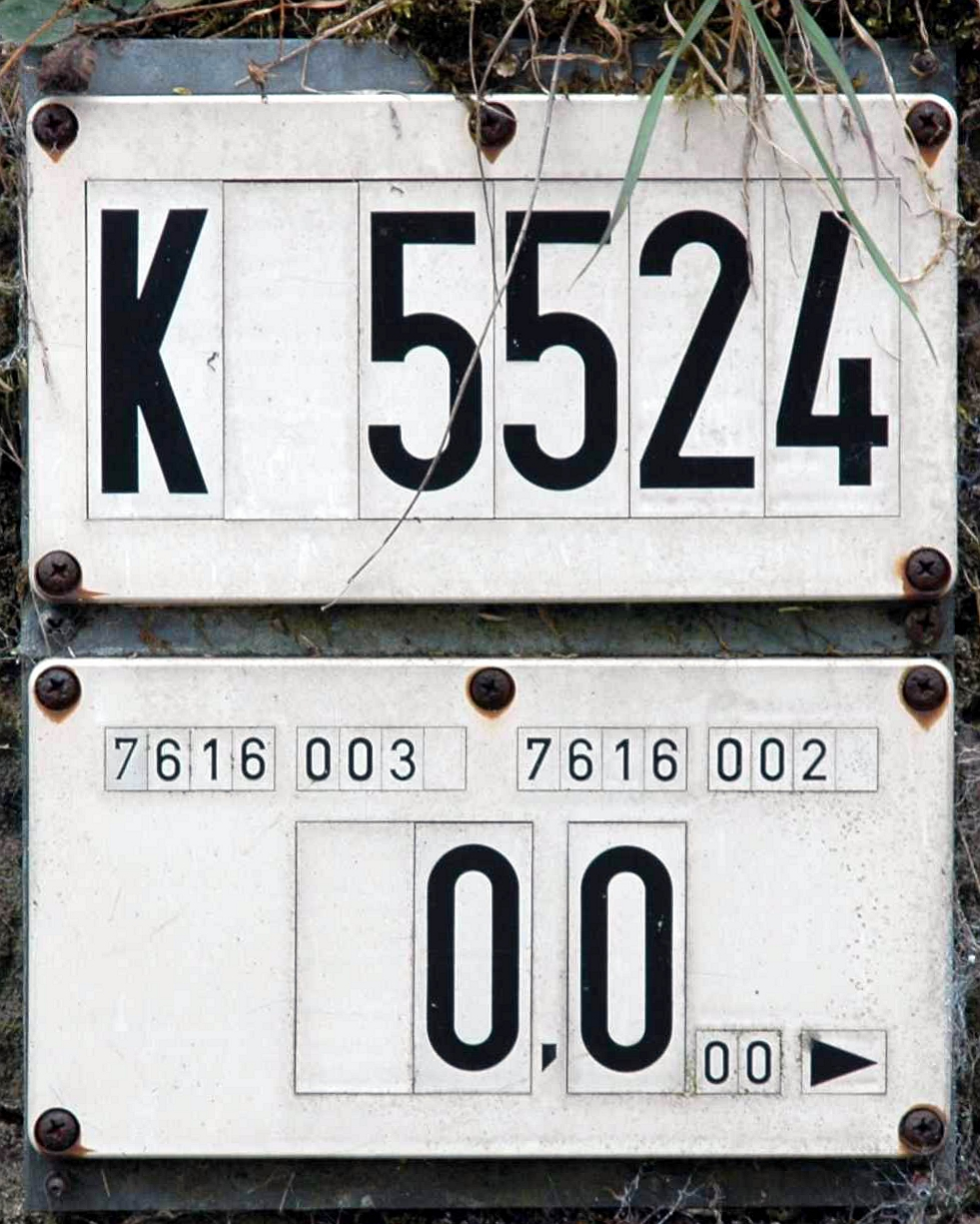
Stationszeichen

Die Liste der Kreisstraßen in Osnabrück führt alle Kreisstraßen in der niedersächsischen kreisfreien Stadt Osnabrück auf.

## Abkürzungen
- K: Kreisstraße
- L: Landesstraße

## Liste
Straßen und Straßenabschnitte, die unabhängig vom Grund (Herabstufung zu einer Gemeindestraße oder Höherstufung) keine Kreisstraßen mehr sind, werden kursiv dargestellt. Der Straßenverlauf wird in der Regel von Nord nach Süd und von West nach Ost angegeben.
| Nr.  | Verlauf |
| ---- | --- |
| K 1  | – Sutthauser Straße – – Sutthauser Straße – Hermann-Ehlers-Straße – K 2 – Hermann-Ehlers-Straße – Stadtgrenze – (K 301 im Landkreis Osnabrück) |
| K 2  | K 1 – Malberger Straße – Stadtgrenze – (K 302 im Landkreis Osnabrück) |
| K 3  | – Meller Landstraße – K 19 – Meller Landstraße – K 20 – Meller Landstraße – Stadtgrenze – (K 228 im Landkreis Osnabrück) (jetzt K 53) |
| K 6  | (K 306 im Landkreis Osnabrück) – Stadtgrenze – Rheiner Landstraße – K 7 – Rheiner Landstraße – Lotter Straße – – Natruper-Tor-Wall – L 88 – Hasetorwall – – Erich-Maria-Remarque-Ring – Wittekindstraße – K 52 – Alte Poststraße – Bohmter Straße – Bremer Straße – / |
| K 7  | K 6 – An der Blankenburg – /L 89 |
| K 8  | K 9 – Birkenallee – Osnabrücker Straße – Stadtgrenze – (K 306 im Landkreis Osnabrück) |
| K 9  | (K 48 im Kreis Steinfurt, Nordrhein-Westfalen) – Landesgrenze – Bahnhofstraße – K 8 – Leyer Straße – L 88 |
| K 10 | (K 310 im Landkreis Osnabrück) – Stadtgrenze – Fürstenauer Weg – |
| K 13 | (K 313 im Landkreis Osnabrück) – Stadtgrenze – Oldenburger Landstraße – |
| K 16 | – Vehrter Landstraße – Stadtgrenze – (K 316 im Landkreis Osnabrück) |
| K 17 | K 52 – Belmer Straße – K 18 – Belmer Straße – Stadtgrenze – (K 317 im Landkreis Osnabrück) |
| K 18 | K 17 – Burg Gretesch – L 90 |
| K 19 | L 90 – Sandforter Straße – Düstruper Straße – K 53 |
| K 20 | K 53 – Holsten-Mündruper-Straße – Stadtgrenze – (K 320 im Landkreis Osnabrück) |
| K 21 | (K 321 im Landkreis Osnabrück) – Stadtgrenze – Darumer Straße – L 90 – Darumer Straße – Stadtgrenze – (K 321 im Landkreis Osnabrück) |
| K 46 | / – Iburger Straße – Stadtgrenze – (K 346 im Landkreis Osnabrück) |
| K 51 | /L 89 – Kurt-Schumacher-Damm – Martinistraße – |
| K 52 | K 6 – Buersche Straße – Mindener Straße – K 17 – Mindener Straße – |
| K 53 | – Meller Straße – Klöntrupstraße – An der Petersburg – Hannoversche Straße – – Meller Landstraße – K 19 – Meller Landstraße – K 20 – Meller Landstraße – Stadtgrenze – (K 228 im Landkreis Osnabrück)                                                                 |